# Belleville (New Jersey)
Belleville ist ein Township im Essex County, New Jersey, USA. Das U.S. Census Bureau ermittelte bei der Volkszählung 2020 eine Einwohnerzahl von 38.222.

## Geographie
Nach dem United States Census Bureau hat die Stadt eine Gesamtfläche von 8,8 km², wovon 8,7 km² Land und 0,2 km² (2,05 %) Wasser ist.

## Demographie
Nach der Volkszählung von 2000 gibt es 35.928 Menschen, 13.731 Haushalte und 9.089 Familien in der Stadt. Die Bevölkerungsdichte beträgt 4.153,3 Einwohner pro km². 69,44 % der Bevölkerung sind Weiße, 5,36 % Afroamerikaner, 0,17 % amerikanische Ureinwohner, 11,31 % Asiaten, 0,07 % pazifische Insulaner, 9,83 % anderer Herkunft und 3,82 % Mischlinge. 23,68 % sind Latinos unterschiedlicher Abstammung.
Von den 13.731 Haushalten haben 29,5 % Kinder unter 18 Jahre. 47,0 % davon sind verheiratete, zusammenlebende Paare, 13,9 % sind alleinerziehende Mütter, 33,8 % sind keine Familien, 27,9 % bestehen aus Singlehaushalten und in 9,1 % Menschen sind älter als 65. Die Durchschnittshaushaltsgröße beträgt 2,60, die Durchschnittsfamiliengröße 3,23.
21,8 % der Bevölkerung sind unter 18 Jahre alt, 8,7 % zwischen 18 und 24, 33,9 % zwischen 25 und 44, 22,2 % zwischen 45 und 64, 13,4 % älter als 65. Das Durchschnittsalter beträgt 36 Jahre. Das Verhältnis Frauen zu Männer beträgt 100:93,2, für Menschen älter als 18 Jahre beträgt das Verhältnis 100:89,8.
Das jährliche Durchschnittseinkommen der Haushalte beträgt 48.576 USD, das Durchschnittseinkommen der Familien 55.212 USD. Männer haben ein Durchschnittseinkommen von 38.074 USD, Frauen 31.729 USD. Der Prokopfeinkommen der Stadt beträgt 22.093 USD. 8,2 % der Bevölkerung und 6,3 % der Familien leben unterhalb der Armutsgrenze, davon sind 10,9 % Kinder oder Jugendliche jünger als 18 Jahre und 7,8 % der Menschen sind älter als 65.

## Söhne und Töchter der Stadt
- Herbert W. Taylor (1869–1931), Politiker
- Platt Adams (1885–1961), Leichtathlet und Olympiasieger
- Frances Goodrich (1890–1984), Bühnen- und Drehbuchautorin
- Elaine Zayak (* 1965), Eiskunstläuferin
- Tony Meola (* 1969), Fußballtorwart
- Liam O’Brien (* 1976), Synchronsprecher, Drehbuchautor und Synchronregisseur
- Roxana Saberi (* 1977), iranisch-US-amerikanische Journalistin
- Ray Toro (* 1977), Gitarrist der Band My Chemical Romance
- Gerard Way (* 1977), Sänger der Band My Chemical Romance
- Mikey Way (* 1980), Bassist der Band My Chemical Romance
- Frank Iero (* 1981), Gitarrist der Band My Chemical Romance